# Linia kolejowa nr 551

Schemat planowanych połączeń ŁKA do 2023

Linia kolejowa nr 551 – jednotorowa, zelektryfikowana, pierwszorzędna linia kolejowa w Łodzi, łącząca rozjazd nr 10 w stacji Łódź Kaliska (docelowo stację Łódź Fabryczna) z rozjazdem nr 158 w stacji Łódź Kaliska. Jej prędkość konstrukcyjna to 120 km/h.
Za budowę linii w ramach projektu Budowa linii kolejowych w tunelach liniowych od stacji Łódź Fabryczna do linii nr 15 w kierunku stacji Łódź Kaliska i stacji Żabieniec odpowiedzialne są PKP PLK.